# Fáy Szeréna
Fáy Szeréna, Simai Gyuláné, szül. Frankl Szeréna (Erdőhegy, 1865. december 24. – Budapest, Józsefváros, 1934. január 27.) magyar színésznő, színművészeti akadémiai tanár, a Nemzeti Színház örökös tagja.

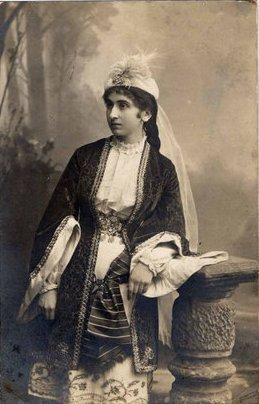
Jókai Mór: Az aranyember. Társulat: Nemzeti Színház. Bemutató: 1884.12.03. Timea: Fáy Szeréna

## Pályafutása
Frankl Simon és Oppenheimer Eleonóra leányaként született. Örmény nemesi felmenőkkel rendelkezik Lukács ágon. Jókai Mór és Laborfalvi Róza (akinek rokona volt) pártfogásával már 12 éves korában bejutott a Színművészeti Akadémiára, ahol Szigeti József volt a mestere. Ennek elvégzése után, 1880-ban a Paulay Ede által vezetett Nemzeti Színház tagja, 1918-tól örökös tagja lett. Mivel kezdetben a tragikai szerepkörben Jászai Mari és Márkus Emília mellett nehezen tudott érvényesülni, 1895-ben elszerződött a Nemzetiből. 1888-ban a bécsi Volkstheaterben, 1899–1900-ban Kolozsvárott játszott. 1901. július 1-jén Budapesten, a Józsefvárosban házasságot kötött Simay Gyula törvényszéki bíróval. Elsősorban a drámai hősnő szerepkörében aratott nagy sikereket. Játéka a klasszikus hagyományokat követően patetikus, ugyanakkor igen erőteljes és lendületes volt. Komikus szerepekben is sikereket aratott. 1925-től 1934-ig a Színművészeti Akadémián drámai és vígjátéki gyakorlatot tanított. A régi színházi iskola hagyományain nevelkedett Fáy Szeréna a szereppel való azonosulásra, az átélés jelentőségére hívta fel tanítványai figyelmét, akikkel kiváló pedagógiai érzékkel foglalkozott. Több filmben is játszott.

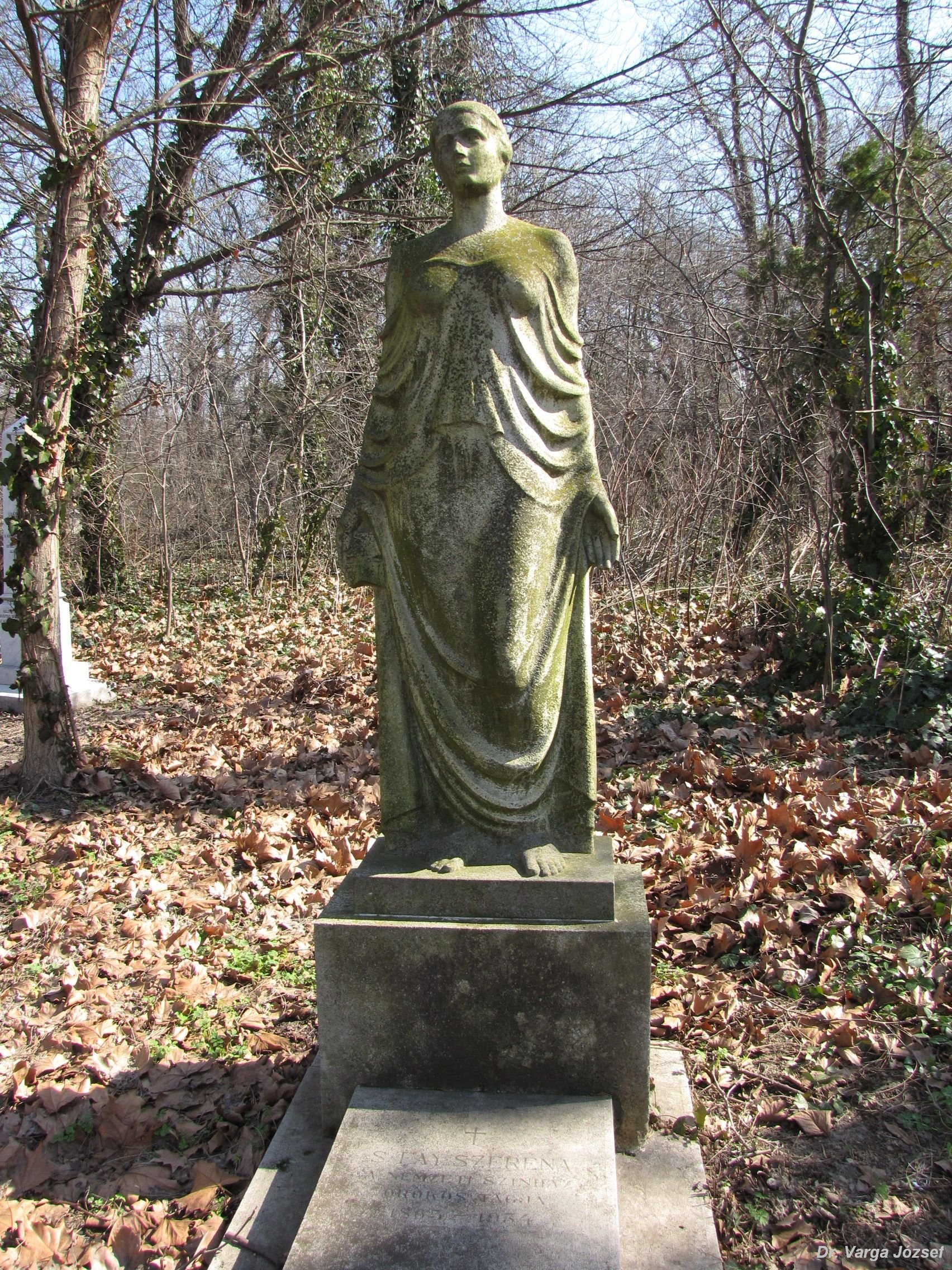
Fáy Szeréna sírja Budapesten. Kerepesi temető: 48/1-1-12. Margó Ede alkotása.

A Kerepesi temetőben nyugszik. Sírján a Margó Ede szobrászművész alkotta gyönyörű női alak áll. Sírverse:
„Mit állsz tátongó mélység, lábaimnál?
Ne hidd, hogy éjed engem elriaszt:
A por hull csak belé, e föld szülötte
Én glóriával átallépem azt.”
(Madách Imre: Az ember tragédiája; 11. szín)
Ignácz Rózsa visszaemlékezése szerint igen jótékony, karitatív szellemű volt, a szegény sorsú színinövendékeket ruhával, fehérneművel segítette. (Ignácz Rózsa például igen sovány volt, őt minden délután jól meguzsonnáztatta). Nagy állatbarát volt, amikor kedvenc kutyája kimúlt, Fáy gyászba öltözött.

## Díjai, elismerései
- 1885-ben Farkas–Ratkó-díjat kapott.
- 1921. november 24-én a Nemzeti Színház igazgatósága és művészei Herczeg Ferenc Árva László király című darabjának előadása keretében ünnepelte meg Fáy Szerénának 40 éves nemzeti színházi tagságát.

## Főbb szerepei
- Adél (Hugó Károly: Bankár és báró)
- Éva (Madách Imre: Az ember tragédiája, 1894-ben 150-szer játszotta).
- Volumnia (Sh. Coriolanus);
- Teréz (Jókai Mór: Az aranyember);
- Wolfné (Gerhart Hauptmann: A bunda);
- Melinda, Gertrudis (Katona József: Bánk bán);
- Goneril (William Shakespeare: Lear király);
- Gertrud (Shakespeare: Hamlet);
- Erzsébet (Friedrich Schiller: Stuart Mária);
- Margit királyné (Shakespeare: III. Richárd);
- Todorescuné (Rákosi Viktor: Elnémult harangok);
- Anna Pavlovna (Lev Nyikolajevics Tolsztoj: Az élő holttest);
- Erzsébet (Szigeti J.: Rang és mód).
- Julis, a feleség (Bibó Lajos: Juss)
- Schöpflin Aladár: A pirosruhás hölgy című, háromfelvonásos vígjátéka, 1926. november 19.

## Filmszerepei
- Teréza mama (Jókai Mór: Az aranyember. Rendező: Korda Sándor) 1918.
- Matyólakodalom (1920);
- Leánybecsület (1923)